# Bucsim
Bucsim (macedónul: Бучим) település Észak-Macedóniában, a Délkeleti körzetben, a Radovisi járásban.

## Népesség
| Lakosok száma | 318  | 354  | 192  | 198  | 265  | 345  | 337  | 320  | 400  |
|               | 1948 | 1953 | 1961 | 1971 | 1981 | 1991 | 1994 | 2002 | 2021 |

- 2002-ben 320 lakosa volt, akik mindannyian törökök.